# Analýza kořenových příčin
Analýza kořenových příčin zvaná též analýza hlavní příčiny, RCA, RC analýza (z anglického Root Cause Analysis) je systematický proces identifikace základní příčiny (příčin) problému nebo události a nalezení přístupu pro adekvátní reakci. RCA je založena na přesvědčení, že efektivní řízení vyžaduje více než jen "hašení ohně" pro problémy tak jak přicházejí, ale že je lépe najít způsob, jak problémům předcházet.
Při RC analýze se tedy identifikují faktory přispívající ke konkrétní události, která je předmětem zájmu (významné události). Analýza RCA je zaměřena spíše na pochopení příčin selhání než na bezprostředně zřejmé symptomy událostí. Cílem analýzy RCA je odhalit kořenové příčiny poruch a chyb tak, aby se snížil jejich budoucí výskyt nebo dopad. Analýza hlavní příčiny (kořenových příčin) je popsána v technických normách IEC a ČSN.

## Hlavní příčina
Slovo "root" nebo kořen označuje hloubku, základ, fundament, podstatu, prvotnost a podobně. Root cause je tedy prvotní, nejzákladnější nebo nejhlubší příčina daného chování, obvykle nějaké chyby. Myšlenka spočívá v tom, že chybu můžeme vidět pouze podle jejích zjevných znaků. Tyto znaky mohou být rozprostřené přes více systémů, mnohostranné a spletité, ale příčina, která k nim vede, je často mnohem jednodušší. Například projekty mohou selhat kvůli nerealistickému očekávání.
Termín "hlavní příčina" je v odborných časopisech doložen již od roku 1905, tento způsob uvažování je však mnohem starší. V buddhismu jsou za základní příčinu utrpení považovány takzvané tři jedy. Tyto jedy jsou zobrazovány jako černé prase, had a kohout, představující nevědomou mysl, averzi nebo zášť a žádostivost nebo ulpívání (podrobnosti viz heslo Bhavačakra).
Fantin (2014) popisuje hlavní příčinu jako výsledek drill-down postupu při analýze RCA. Tento postup je nezbytný k identifikaci neúspěšného procesu, který se také označuje jako „MIN proces“ (zkratka MIN znamená, že proces chybí, není úplný nebo nebyl dodržen, anglicky Missing, Incomplete or Not followed).

## Cíle analýzy
Smyslem RCA je identifikovat a zabránit opětovnému vzniku iniciační příčiny, která vedla k dané události. Primárním cílem je
- poznat co se stalo,
- jak se to stalo a
- proč se to stalo, aby bylo možno
- navrhnout akce k prevenci opakovaného výskytu.

RCA pomáhá organizacím vyhnout se tendenci vybrat jeden faktor, aby dospěly k rychlému, ale obecně neúplnému řešení. Také pomáhá soustředit se na skutečné základní příčiny problému nebo události na rozdíl od doprovodných jevů. V průmyslu analýza kořenové příčiny obvykle vytváří doporučení ohledně zakázané akce (hlavní cíl). Většina RCA expertů se domnívá, že dosažení úplné prevence jedním zásahem není vždy možné a RCA je považován za kontinuální proces, který usiluje o trvalé zlepšení.

## Zásady
- Soustředění pozornosti na nápravu příčin je účinnější než pouhé řešení příznaků problému nebo události.
- RCA je nejefektivnější, pokud je prováděna systematicky a když její závěry jsou podloženy důkazy.
- Obvykle existuje více než jedna příčina problému nebo události.
- Podstatou vyšetřování a analýzy problému je PROČ došlo k události a ne kdo udělal chybu.

## Použití RCA
Každý incident může mít tyto typy prvotních příčin:
- Fyzikální nebo technické
- Lidské chyby – nedbalostní či úmyslné
- Systémy organizace, provozní postupy a rozhodování

Příklady událostí, kde se RCA používá k řešení problémů a preventivním opatřením, zahrnují:
- Velká neštěstí, ekologické havárie
- Každodenní incidenty
- Nebezpečné (riskantní) situace
- Lidské chyby
- Problémy s údržbou
- Lékařské omyly
- Problémy s produktivitou
- Výrobní chyby

Velmi často bývá RCA součástí analýzy rizik nebo mapování rizika.

## Metody RCA
RCA není nějaká striktní univerzální metodika pro všechny typy problémů. Chce postupovat systematicky a postihnout všechny faktory přispívající k problému nebo události. Toho nejúčinněji dosáhne zkušený analytik s velkou erudicí použitím standardizovaného postupu a zavedených analytických technik:
- Analýza 5× proč (5 Whys), WBA
- Bariérová analýza - analýza překážek
- Změnová analýza
- Analýza stromu příčin (CTM, kauzální faktory, ECF diagramy)[2]
- Chybová analýza - AcciMap přístup apod.
- Fishbone neboli Ishikawa diagram
- Analýza podle Paretova principu - 80 % problémů je způsobeno několika kritickými příčinami (20 %)
- Analýza stromu poruchových stavů (FTA)
- Weibullova analýza[2]
- Reasonův model - model ementálského sýra[2]
- Multilineární řazení událostí (MES)
- Strom opomenutí managementu a rizik (MORT)
- Tripod Beta, kauzální analýzy (CAST a jiné)
- Analýza selhání člověka, kognitivních chyb (TRACEr)

Seznam není vyčerpávající, např. technická norma pro RCA od Mezinárodní elektrotechnické komise IEC má 150 stran.